# Einheitspreisgeschäft
Das Einheitspreisgeschäft ist eine historische Betriebsform des Einzelhandels, bei dem die Preise für das Sortiment auf wenige, runde Beträge beschränkt waren. Es war vor allem in den USA verbreitet. In Deutschland gab es Einheitspreisgeschäfte in den 1920er und Anfang der 1930er Jahre. Es gilt als Vorläufer des Kleinpreisgeschäftes und Wegbereiter der Selbstbedienung.
Der Marktanteil betrug in Deutschland gut ein Prozent, die wirtschaftspolitische Bedeutung war jedoch größer. Im März 1932 wurde in Deutschland per Notverordnung ein Errichtungs- und Erweiterungsverbot für Einheitspreisgeschäfte ausgesprochen. Im Gegensatz zu den USA hatten Lebensmittel im Sortiment deutscher Kleinpreisgeschäfte einen relativ hohen Anteil.
Beispiele für deutsche Einheitspreisgeschäfte sind EPA, Rekord und Geschäfte der Einkaufsgenossenschaft ERWEGE. Ein Beispiel für ein Schweizer Geschäft ist das Warenhaus EPA (keine Verbindung zum gleichnamigen deutschen Unternehmen).
Es besteht eine Ähnlichkeit zu heutigen „1-Euro-Shops“.